# 凡客诚品
凡客诚品，简称凡客，是中国大陆的一个服装销售网站暨服装品牌。产品以T恤和Polo衫等休闲类服装为主。除服装鞋帽以及配饰外，凡客也经营部分家居用品。

## 营销
凡客诚品的创始人为中国著名网络书店卓越网的创始人陈年，品牌名凡客“VANCL”一词来源于陈年会法语的太太起，VAN是法语中的先锋,C代表陈年L代表雷军，他同样采用了网络营销，省去了销售过程中间费用，使得产品价格可以更加低廉。

## 历史
凡客诚品最初以电子商务网站PPG为对手，主要销售男装衬衫。随后逐渐扩展到女装、帆布鞋。2010年夏季，以29元一件的价格发售系列印花T恤“VT”，开辟新的产品线。
其姊妹网站“V+”亦于2010年5月上线，专事销售第三方品牌的商品。在2010年，凡客卖出了3000多万件服装，营收突破20亿元，同比增长300%. 2011年3月，凡客为自己制定的目标营业额是100亿元。在狂飙突进中，快速扩张品类的凡客境况急转直下。到2011年年末，凡客的库存已达到14亿元，总亏损近6亿元。
2014年开始艰难转型。2015年1月，如风达快递完成对凡客仓储业务的收购。

## 凡客体
街头凡客平面广告牌上独特的文案设计，配合其品牌代言人韩寒和王珞丹，产生了较好的宣传效果，这种文字格式也被戏称为“凡客体”。中国众多网民对广告进行了再创作，恶搞了许多名人。

## 质量问题
2016年底，凡客诚品因生产不合格凡客内裤冒充合格产品，被责令停止生产、销售不合格产品，并处罚款370元。

## 参看
- 无印良品
- 聚美优品